# Principato di Bitlis
Il Principato di Bitlis, noto anche come Khanato di Bitlis e Emirato di Bitlis (1182-inizio XIX secolo) era un principato curdo originato dalla confederazione tribale Rojaki (o Rozagi). I Rojaki sconfissero il re georgiano David III e conquistarono Bitlis e Sasun nel X secolo. Il principato passò occasionalmente sotto il dominio di forze straniere, come gli Ak Qoyunlu (dal 1467 al 1495) e i Safavidi (dal 1507 al 1514). Dopo il declino degli Ak Qoyunlu, i principi Rojaki affermarono la loro indipendenza. Il principato sostenne il sultano ottomano Selim I e in cambio i suoi governatori furono nominati Khan. Nel 1531, il principe Rojaki ritirò il suo sostegno agli ottomani e si rivolse invece ai Safavidi, un evento che portò alla cattura del principato da parte degli ottomani.
Nel 1578 iniziò un'epoca favorevole per il principato, quando il sultano Murad III nominò Sharaf al-Din Bitlisi emiro del principato. Fino al 1596, furono diciotto i principi Rojaki che governarono il principato.
I khan Rojaki mantennero la loro relativa indipendenza durante la lunga rivalità tra ottomani e safavidi. Nel 1665, lo status di Abdal Khan come emiro del principato fu rafforzato dopo una visita a Bitlis del sultano ottomano Murad IV grazie al sostegno per gli ottomani nella loro faida con i Safavidi. Abdal Khan venne descritto dal viaggiatore francese Jean-Baptiste Tavernier come il più potente principe curdo. Secondo il suo parere, Abdal Khan era indipendente e non riconosceva gli stati safavide o ottomano. Evliya Çelebi elogiò Abdal Khan come principe rinascimentale e proprietario di una biblioteca di libri di diverse lingue.  Diversi viaggiatori europei notarono la capacità dell'emirato di appellarsi alle milizie (fino a 12.000 forze di cavalleria) per difendersi.  L'autonomia del principato terminò nel 1655 quando l'emiro Abdal Khan entrò in conflitto con il Malik Ahmad Pasha, all'epoca il Wāli di Van. Abdal Khan fu accusato di aver confiscato proprietà a Bitlis da mercanti di Van e di essere vicino agli yazidi. Di conseguenza, l'Impero ottomano pose fine alla propria tolleranza nei confronti dell'autonomia del principato di Bitlis.
Nel XVIII secolo i governanti del principato cambiarono frequentemente a causa del conflitto intergenerazionale. Alla fine, all'inizio del XIX secolo, Bitlis divenne parte dell'Emirato di Muş e i khan persero la loro posizione di amministratori.